# 胡松茂
胡松茂（1896年6月15日—1951年7月23日），越南革命家。越南劳动党中央委员会委员，越南民主共和国政府监察长，越中友好协会会长。胡德越是其孙。

## 生平
1896年6月15日生于乂安省。本名胡伯炬（Hồ Bá Cự）。胡松茂是他的化名。第一次世界大战期间参加革命工作，与阮爱国结为密友。1920年到达广州的亲戚家，学习中文。1923年，胡松茂、黎鸿峰、范鸿泰等越南志士在广州成立了表示一心忠于祖国、一心忠于革命的“心心社”。1925年，胡松茂与阮爱国、黎鸿山、胡松茂等9人创立了“越南青年革命同志会”。其中胡松茂负责组织工作。为了迅速培养革命骨干，他们于1925年秋开办了越南青年政治训练班。前后办了三期。胡松茂是青训班主要讲课人之一。周恩来等曾受邀讲课，胡松茂负责翻译工作。
1926年3月，胡松茂在阮爱国的安排下加入中国共产党。从1927年开始，他多次被国民党逮捕。1930年初，胡松茂抵达香港，参与了“东洋共产党”的创立。
1931年在上海被捕，后被转送至越南监禁长达14年。1945年出狱后领导了“八月革命”。1946年被任命为中越北部行政抗战委员会主席。1949年被任命为政府监察长。
1951年7月23日在视察中越北部时不幸身亡。在得知胡松茂去世的消息后，胡志明决定追授他“胡志明勳章”。2008年，政府又追授他金星勳章。